# Otroea
Otroea är ett släkte av skalbaggar. Otroea ingår i familjen långhorningar.
Kladogram enligt Catalogue of Life:
| Otroea | \| \| Otroea cinerascens \| \| \| \| \| \| Otroea semiflava \| \| \| \| |
|        | \| \| Otroea cinerascens \| \| \| \| \| \| Otroea semiflava \| \| \| \| |
|        | Otroea cinerascens                                                      |
|        |                                                                         |
|        | Otroea semiflava                                                        |
|        |                                                                         |